# Willy Chinyama
William „Willy“ Chinyama  (* 19. April 1984 in Lusaka) ist ein sambischer ehemaliger Fußballspieler. Der Außenverteidiger spielte u. a. bei ZESCO United und war auch in der sambischen Nationalmannschaft aktiv.
Chinyama kam 2007 von den Forest Rangers zum Ligakonkurrenten ZESCO United. Seine erste Spielzeit bei ZESCO war äußerst erfolgreich. Neben der Landesmeisterschaft konnte auch der Zambian Coca Cola Cup und der erstmals ausgetragene Barclays Cup gewonnen werden. Bereits zu Saisonbeginn gewann man zudem den Zambian Charity Shield. Lediglich das Finale im Mosi Cup, dem nationalen Pokalwettbewerb, verlor man gegen Red Arrows.
Chinyama debütierte in der sambischen Nationalmannschaft am 16. Juni 2007 in der Qualikaftion für die Afrikameisterschaft 2008 gegen den Tschad. Nach der erfolgreichen Qualifikation wurde er in das Aufgebot Sambias für das Endturnier berufen.